# Veselova jama
Veselova jama ali Žerovniščica je vodna jama na vzhodnem obrobju Cerkniškega polja. Iz nje izvira potok Žerovniščica, ki se napaja z vodami z Bloške planote. Jamski vhod se nahaja pod apnenčasto steno, nedaleč njega je žaga z jezom, ki dviguje vodostaj, zato je vhod zalit z vodo. V jami je več sifonov. 